# Sainte-Lucie-des-Laurentides
Sainte-Lucie-des-Laurentides est une municipalité du Québec (Canada) située dans la municipalité régionale de comté des Laurentides, dans la région administrative des Laurentides. Elle est nommée en l'honneur de Lucie de Syracuse.

## Géographie
Le mont Kaaikop est situé dans le territoire de la municipalité.

### Hydrographie
À partir de sa source, le lac Dufresne, la rivière Dufresne coule vers l'est de la municipalité.
Le Lac Vaillancourt, la source de la rivière Doncaster qui coule du nord au sud, est située à la limite sud-est de la municipalité.

### Municipalités limitrophes
Sainte-Lucie-des-Laurentides est constituée de deux territoires distincts:
Partie est:
Partie ouest:

## Démographie
| 1991 | 1996 | 2001 | 2006  | 2011  | 2016  | 2021  |
| ---- | ---- | ---- | ----- | ----- | ----- | ----- |
| 891  | 999  | 923  | 1 138 | 1 269 | 1 256 | 1 445 |

## Administration

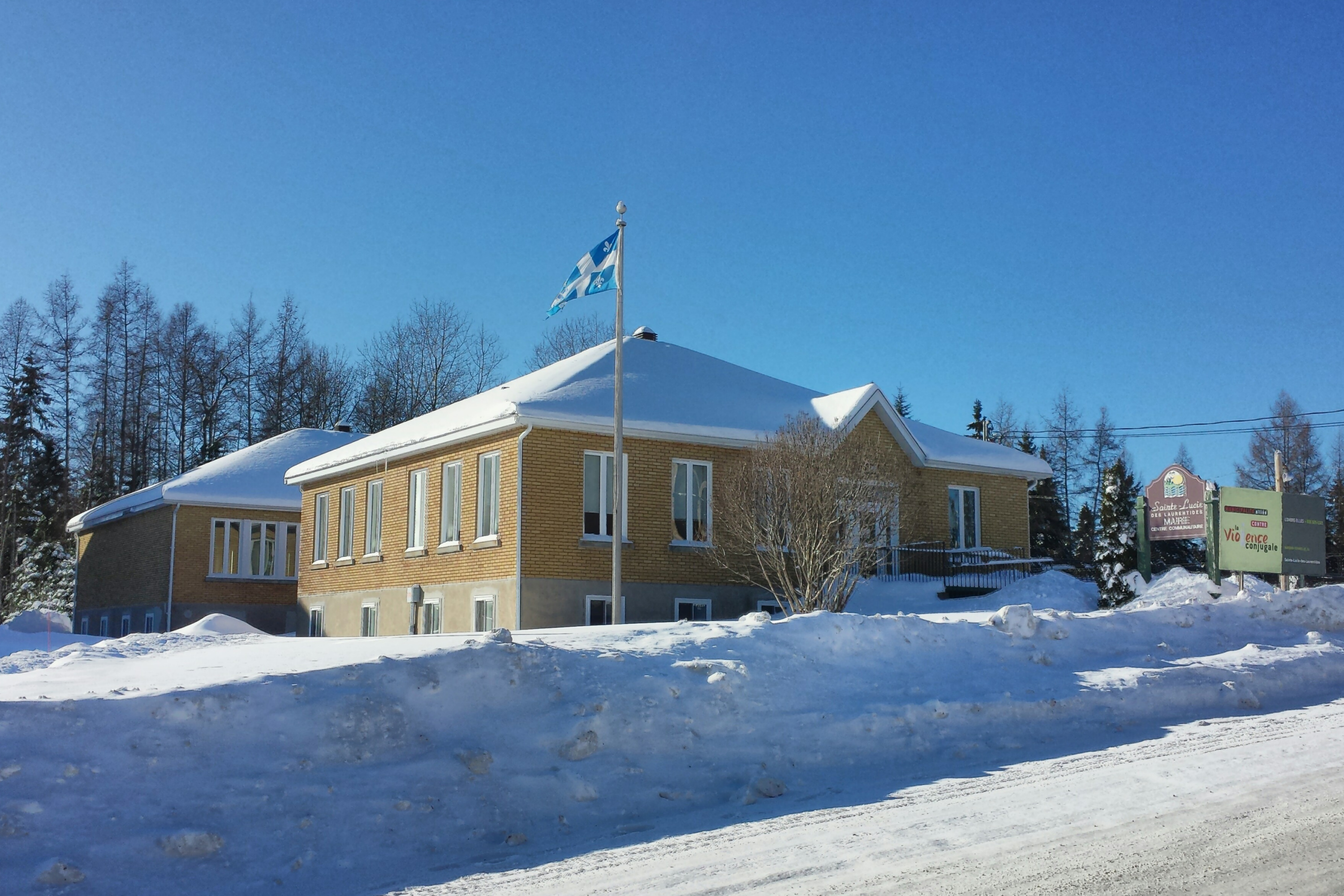
Mairie de Ste-Lucie-des-Laurentides

Les élections municipales se font en bloc pour le maire et les six conseillers.
| Sainte-Lucie-des-Laurentides Maires depuis 2001                                                                      |                       |                                   |          |
| Élection | Maire                 | Qualité                           | Résultat |
| 2001 | Denis Deslauriers     |                                   | Voir     |
| 2005 | Ghislain Shoeb        |                                   | Voir     |
| 2009 | Ghislain Shoeb        | Voir                              |          |
| 2013 | Serge Chénier         |                                   | Voir     |
| 2017 | Anne Guylaine Legault |                                   | Voir     |
| 2021 | Francis Corbeil       |                                   | Voir     |
| juil. 2023 | Luc Grenon            | Maire suppléant (juil.-nov. 2023) | Voir     |
| Élection partielle en italique Depuis 2005, les élections sont simultanées dans toutes les municipalités québécoises |                       |                                   |          |

## Éducation
L'école anglophone Académie Sainte-Agathe à Sainte-Agathe-des-Monts, géré par la Commission scolaire Sir Wilfrid Laurier, servi a la ville (primaire et secondaire)